# Мала Біла
Мала Біла (раніше Червона Зірка) — селище в Україні, у Турбівській селищній громаді Вінницького району Вінницької області. Населення становить 25 осіб.

## Населення

### Мова
Розподіл населення за рідною мовою за даними перепису 2001 року:
| Мова       | Кількість | Відсоток |
| ---------- | --------- | -------- |
| українська | 25        | 100%     |

## Галерея

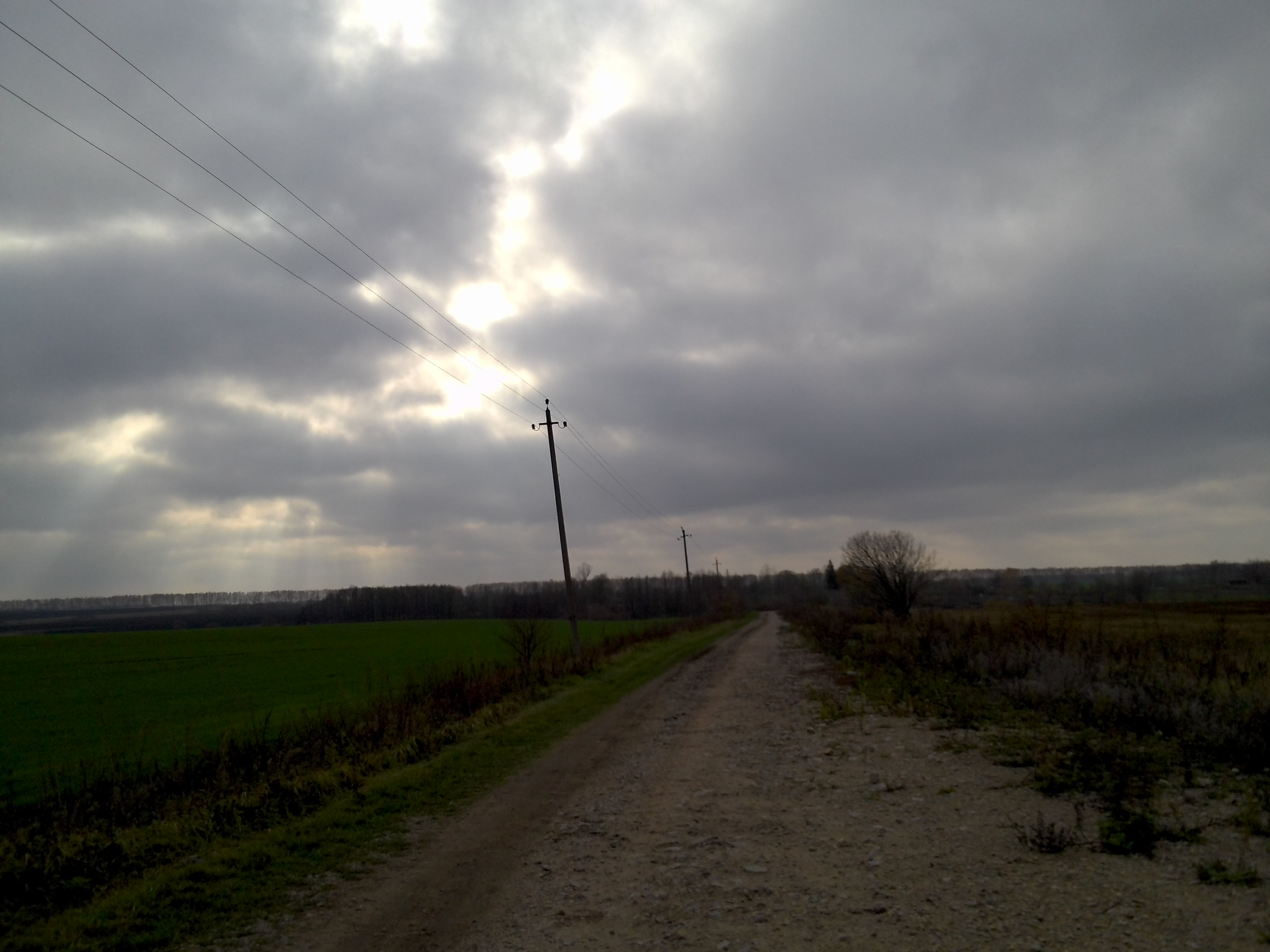
Дорога до селища
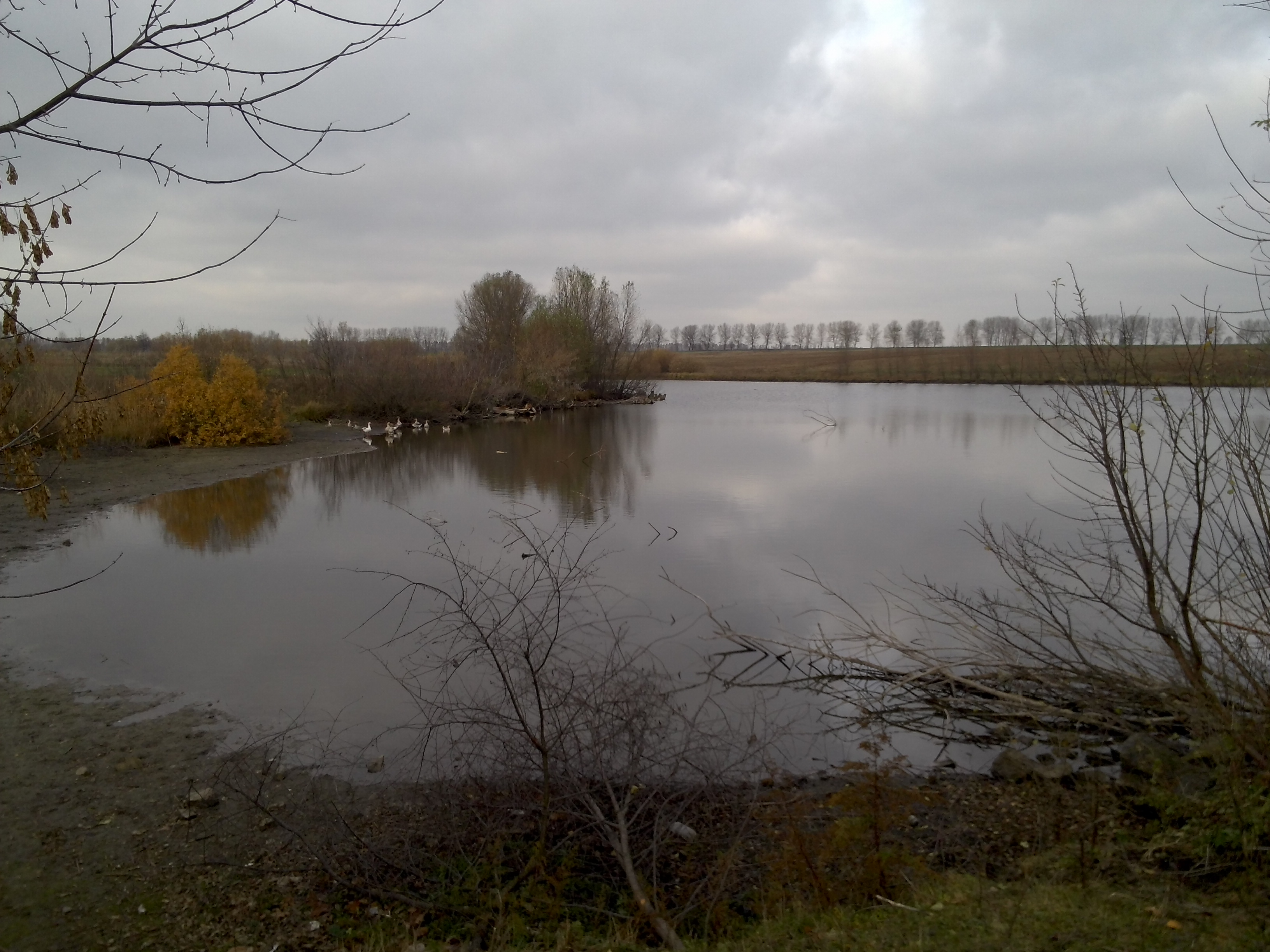
Ставок
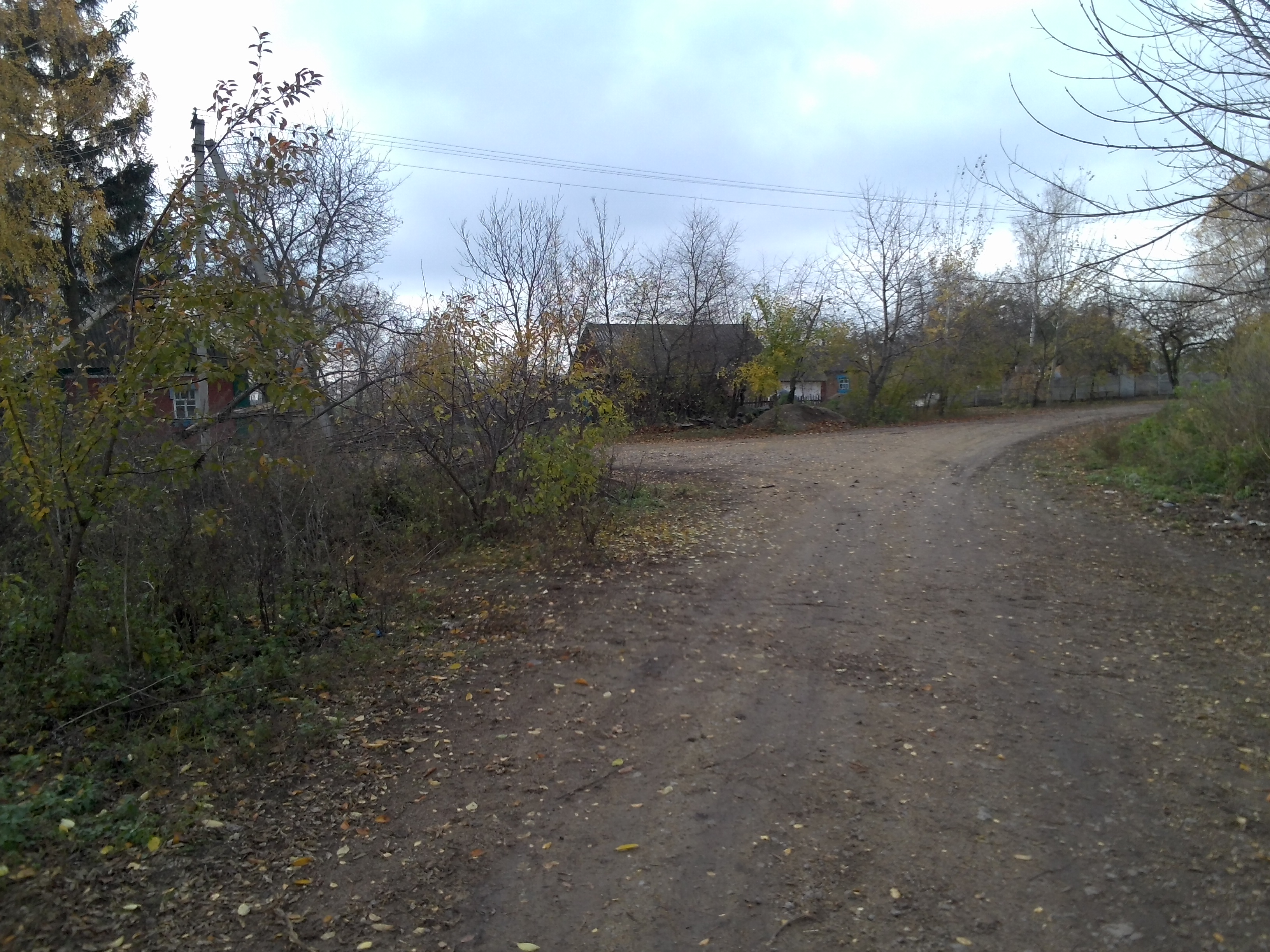
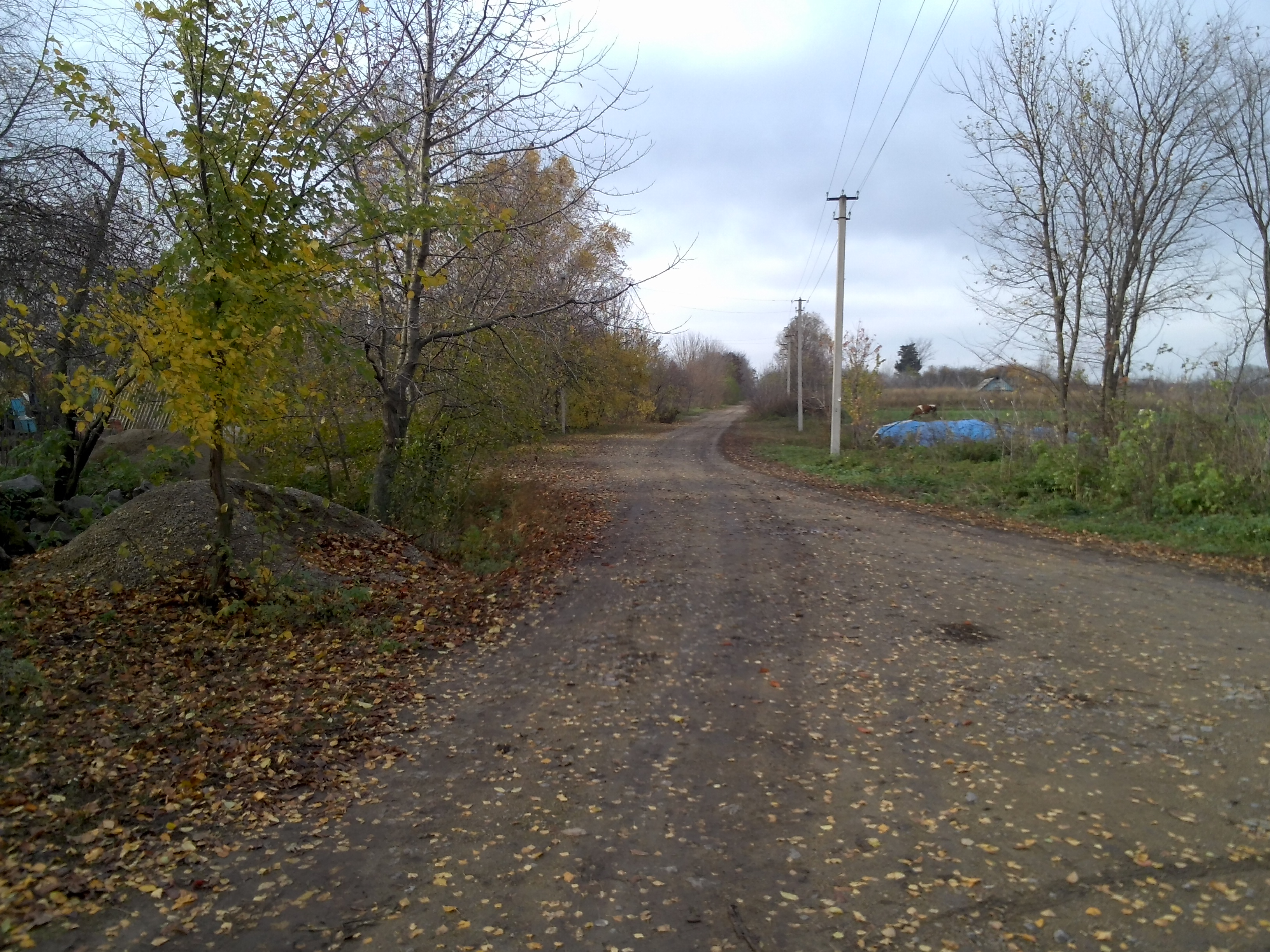
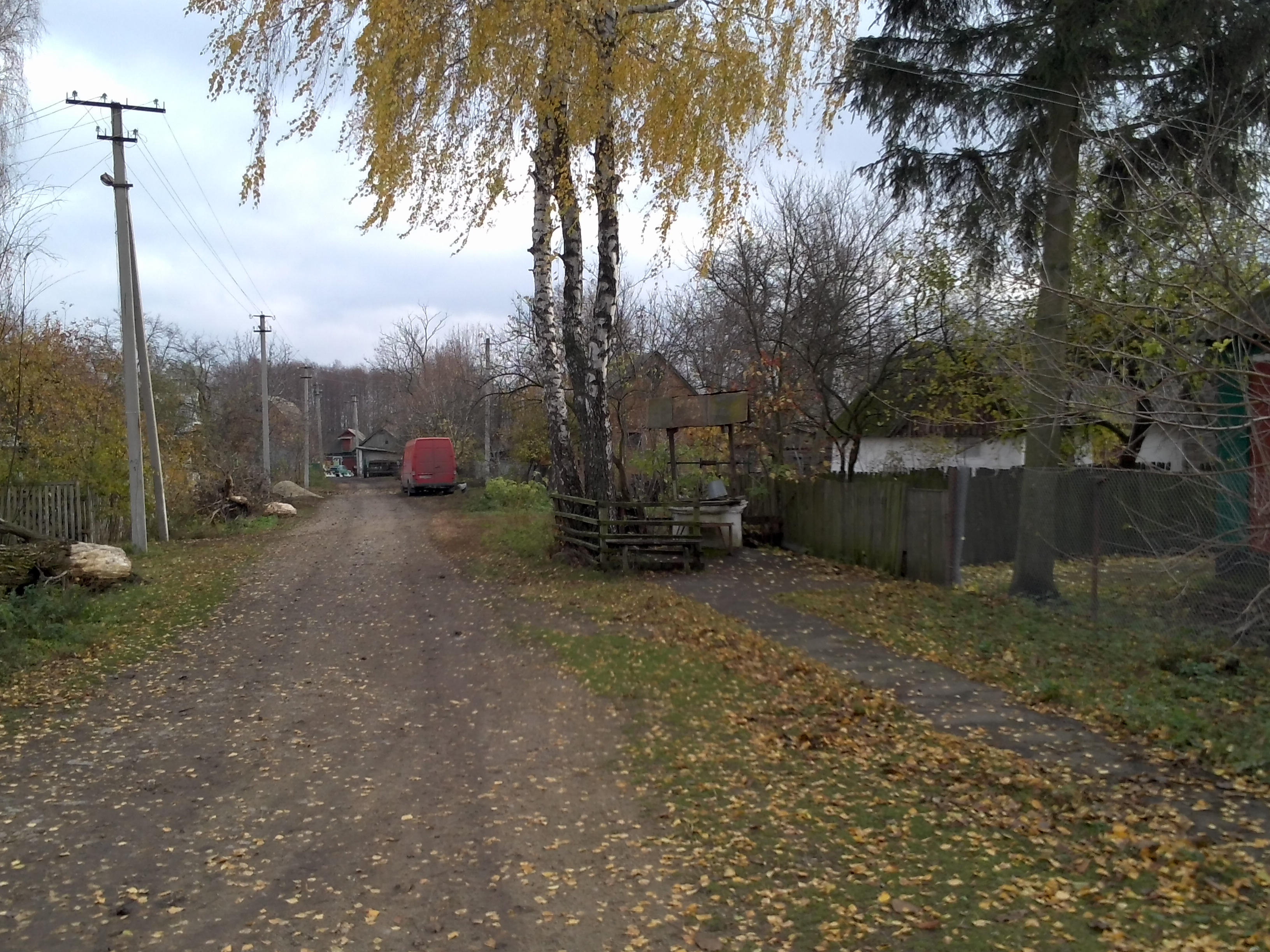
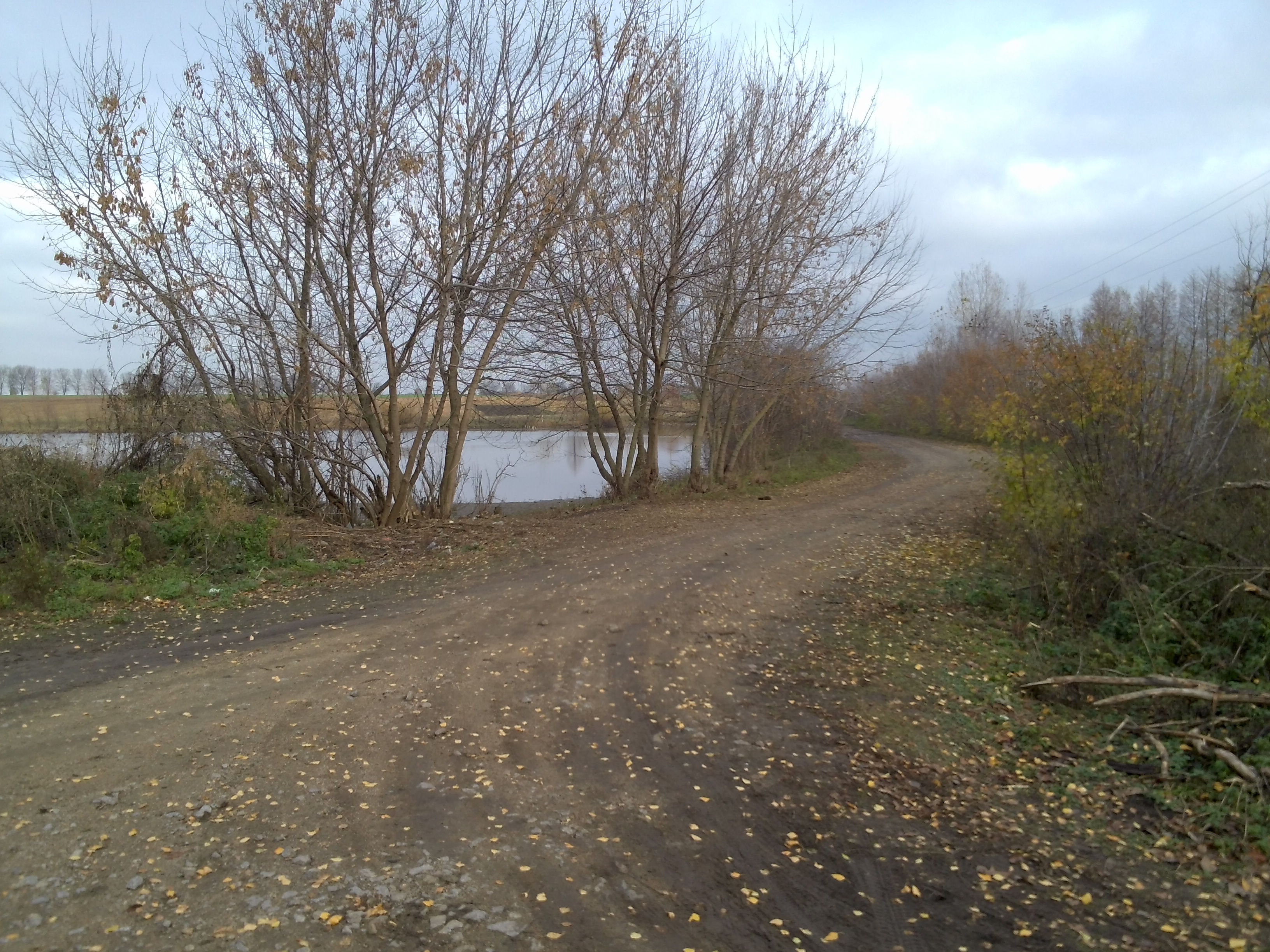

.